# Victor Christian von Plessen
Victor Christian von Plessen (1696 – 24. januar 1771) var en dansk hofmand og amtmand, bror til Bernt Hartwig von Plessen.
Han var søn af Bernt Hartwig von Plessen til Retchendorff, Flessenau og Gottesgabe. Han blev dronning Sophie Magdalenes kammerherre og jægermester 1731, overhofmester hos dronningen 1738 og amtmand over Hørsholm Amt 1749. Han blev Ridder af Elefanten 1763. Han var også overceremonimester ved hoffet.